# Christian Díaz Rodríguez
Christian Díaz Rodríguez (Las Palmas de Gran Canaria, España, 23 de marzo de 1992) es un jugador de baloncesto español que juega de base. Juega en el Club Melilla Baloncesto de la Primera FEB española.

## Trayectoria
Se formó en el Gran Canaria, hasta debutar en el equipo EBA en 2010. Posteriormente jugó en el vinculado en LEB Oro, UB La Palma, durante dos campañas. Tras la desaparición de este conjunto militó en LEB Plata con el filial amarillo hasta enrolarse en el tramo final de temporada en las filas del Planasa Navarra, donde permaneció una campaña más. 
En la temporada 2014-15 firma por el Club Ourense Baloncesto, procedente Planasa Navarra, donde realizó unos números de 7,5 puntos, 2,3 rebotes y 2,6 asistencias en casi 23 minutos de juego por partido. En las filas del Club Ourense Baloncesto, contribuyó al ascenso de categoría con una media de 4.6 puntos, 1,4 rebotes, 0,8 asistencias y 4,1 de valoración en 13 minutos por partido. Con el club gallego consiguió el ascenso a la Liga Endesa y firmó por el Peñas Huesca.
En la temporada 2015-16, tras su experiencia en Huesca, retorna al Club Ourense Baloncesto. En julio de 2020, se comprometió con el Fundación Club Baloncesto Granada de la Liga LEB Oro.
El 27 de junio de 2024, firma por el Club Estudiantes de Baloncesto de la LEB Oro española.
El 14 de julio de 2025, firma por el Club Melilla Baloncesto de la Primera FEB española.

## Palmarés
- Copa del Príncipe (1): 2018.
- LEB Oro (2): 2018, 2022.